# Hebi
Hebi (en chino, 鹤壁; pinyin, Hèbì; transcripción antigua, Hopi (escuchar)ⓘ)  es una ciudad-prefectura en la provincia de Henan, en la República Popular China. Limita al norte con  Shijiazhuang, al sur con Xinxiang, al oeste con Changzhi y al este con Puyang. Su área es de 2140 km² y su población total para 2010 superó los 1,56 millones de habitantes. 

## Administración
La ciudad prefectura de Hebi se divide en 5 localidades que se administran en 3 distritos urbanos y 2 condados rurales.
- Distrito Qibin (淇滨区)
- Distrito Shancheng (山城区)
- Distrito  Heshan  (鹤山区)
- Condado Xun  (浚县)
- Condado Qi (淇县)

## Toponimia
El topónimo Hebi [/Jə-bi/] se compone de los sinogramas He (grulla) y Bi (acantilado).
Según la tradición, en la antigüedad dos grullas se posaron en los acantilados de la montaña sur, por lo que la montaña recibió el nombre de "Montaña de la Grulla" (鹤山) y el pueblo cercano se llamó "Hebi" (鹤壁, "Acantilado de las Grullas").
Otra leyenda cuenta que el nombre proviene de un mito taoísta: un sacerdote pintó una grulla blanca en el muro de una posada, y se dice que el ave cobró vida.

## Clima
La ciudad de Hebi se encuentra en la zona de transición entre las faldas orientales del monte Taihang, en el norte de la provincia de Henan, y la llanura del norte de China. Presenta un clima monzónico templado cálido semihúmedo con cuatro estaciones bien definidas, abundante sol y grandes diferencias de temperatura. Es ventoso y lluvioso en primavera, cálido y húmedo en verano, despejado y fresco en otoño, y frío y brumoso en invierno. La temperatura media anual oscila entre 14,2 y 15,5 °C, la precipitación anual es de 349,2 a 970,1 mm y las horas de sol anuales oscilan entre 1787 y 2566 horas.
| Parámetros climáticos promedio de Hebi, elevation (1991–2020 normal) | Parámetros climáticos promedio de Hebi, elevation (1991–2020 normal) | Parámetros climáticos promedio de Hebi, elevation (1991–2020 normal) | Parámetros climáticos promedio de Hebi, elevation (1991–2020 normal) | Parámetros climáticos promedio de Hebi, elevation (1991–2020 normal) | Parámetros climáticos promedio de Hebi, elevation (1991–2020 normal) | Parámetros climáticos promedio de Hebi, elevation (1991–2020 normal) | Parámetros climáticos promedio de Hebi, elevation (1991–2020 normal) | Parámetros climáticos promedio de Hebi, elevation (1991–2020 normal) | Parámetros climáticos promedio de Hebi, elevation (1991–2020 normal) | Parámetros climáticos promedio de Hebi, elevation (1991–2020 normal) | Parámetros climáticos promedio de Hebi, elevation (1991–2020 normal) | Parámetros climáticos promedio de Hebi, elevation (1991–2020 normal) | Parámetros climáticos promedio de Hebi, elevation (1991–2020 normal) |
| Mes                                                                  | Ene.                                                                 | Feb.                                                                 | Mar.                                                                 | Abr.                                                                 | May.                                                                 | Jun.                                                                 | Jul.                                                                 | Ago.                                                                 | Sep.                                                                 | Oct.                                                                 | Nov.                                                                 | Dic.                                                                 | Anual                                                                |
| -------------------------------------------------------------------- | -------------------------------------------------------------------- | -------------------------------------------------------------------- | -------------------------------------------------------------------- | -------------------------------------------------------------------- | -------------------------------------------------------------------- | -------------------------------------------------------------------- | -------------------------------------------------------------------- | -------------------------------------------------------------------- | -------------------------------------------------------------------- | -------------------------------------------------------------------- | -------------------------------------------------------------------- | -------------------------------------------------------------------- | -------------------------------------------------------------------- |
| Temp. máx. media (°C)                                                | 4.3                                                                  | 8.0                                                                  | 15.2                                                                 | 20.7                                                                 | 27.0                                                                 | 32.7                                                                 | 32.5                                                                 | 30.5                                                                 | 27.0                                                                 | 21.3                                                                 | 13.1                                                                 | 6.7                                                                  | 19.9                                                                 |
| Temp. media (°C)                                                     | -1.4                                                                 | 1.8                                                                  | 8.7                                                                  | 14.5                                                                 | 20.9                                                                 | 26.2                                                                 | 27.3                                                                 | 25.6                                                                 | 20.7                                                                 | 15.1                                                                 | 7.5                                                                  | 0.5                                                                  | 14                                                                   |
| Temp. mín. media (°C)                                                | -6.0                                                                 | -3.1                                                                 | 2.7                                                                  | 8.4                                                                  | 14.7                                                                 | 20.1                                                                 | 23.0                                                                 | 21.6                                                                 | 15.8                                                                 | 10.2                                                                 | 2.9                                                                  | -4.2                                                                 | 8.8                                                                  |
| Precipitación total (mm)                                             | 6.1                                                                  | 8.2                                                                  | 5.9                                                                  | 42.3                                                                 | 36.8                                                                 | 65.1                                                                 | 155.1                                                                | 133.9                                                                | 64.3                                                                 | 24.2                                                                 | 23.4                                                                 | 3.4                                                                  | 568.7                                                                |
| Días de precipitaciones (≥ 0.1 mm)                                   | 2.3                                                                  | 2.3                                                                  | 2.7                                                                  | 5.8                                                                  | 6.4                                                                  | 7.0                                                                  | 10.3                                                                 | 9.9                                                                  | 7.6                                                                  | 5.7                                                                  | 5.7                                                                  | 1.4                                                                  | 67.1                                                                 |
| Humedad relativa (%)                                                 | 62                                                                   | 60                                                                   | 59                                                                   | 67                                                                   | 66                                                                   | 59                                                                   | 76                                                                   | 82                                                                   | 78                                                                   | 69                                                                   | 70                                                                   | 65                                                                   | 67.8                                                                 |
| Fuente: Administración Meteorológica de China                        |                                                                      |                                                                      |                                                                      |                                                                      |                                                                      |                                                                      |                                                                      |                                                                      |                                                                      |                                                                      |                                                                      |                                                                      |                                                                      |